# 1539 Borrelly
1539 Borrelly (1940 UB) là một tiểu hành tinh vành đai chính được phát hiện ngày 29 tháng 10 năm 1940 bởi Patry, A. ở Nice.